# Slammiversary (2016)
Slammiversary 2016 fue un pago por visión de lucha libre profesional producido por Total Nonstop Action Wrestling. Tuvo lugar el 12 de junio de 2016 en el Impact Zone en Orlando, Florida. Fue el duodécimo evento en la cronología de Slammiversary y primer evento pago por visión de TNA en el 2016.

## Resultados
- Eddie Edwards derrotó a Trevor Lee (c), Andrew Everett y DJ Z y ganó el Campeonato de la División X de TNA (10:12).[1]
  - Edwards cubrió a Lee con un «Small Package».
- The Tribunal (Basile Baraka & Baron Dax) (con Al Snow) derrotaron a Grado & Mahabali Shera (7:35).[1]
  - Dax cubrió a Grado después de un «Guillotine Smash».
- Sienna (con Maria y Allie) derrotó a Jade (c) y Gail Kim y ganó el Campeonato de Knockouts de TNA (8:11).[1]
  - Sienna cubrió a Jade después de que Jade fuera atacada por Marti Bell.
  - Durante la lucha, María y Allie interfirieron a favor de Sienna.
- James Storm derrotó a Braxton Sutter (6:41).[1]
  - Storm cubrió a Sutter después de un «Last Call».
  - Después de la lucha, Storm y Sutter celebraron juntos.
- Eli Drake derrotó a Bram y retuvo el Campeonato del Rey de la Montaña de TNA (8:37).[1]
  - Drake cubrió a Bram después de un «Blunt Force Trauma».
- Ethan Carter III derrotó a Mike Bennett (con Maria) (15:01).[1]
  - Carter cubrió a Bennett después de un «One Percenter».
  - Durante la lucha, Maria interfirió a favor de Bennett.
- Jeff Hardy derrotó a Matt Hardy en un Full Metal Mayhem Match (16:57).[1]
  - Jeff cubrió a Matt después de un «Swanton Bomb» sobre una mesa.
- Decay (Abyss & Crazzy Steve) (con Rosemary) derrotaron a The BroMans (Robbie E & Jessie Godderz) (con Raquel) y retuvieron el Campeonato Mundial en Parejas de TNA (9:18).[1]
  - Steve cubrió a Godderz después de que Abyss ejecutara a Steve un «Powerbomb» sobre Godderz.
  - Durante la lucha, Raquel y Rosemary interfirieron a favor de sus respectivos equipos.
- Lashley derrotó a Drew Galloway y ganó el Campeonato Mundial Peso Pesado de TNA (17:04).[1]
  - El árbitro detuvo la lucha después de que Lashley dejara noqueado a Galloway con un «Neck Vice».
  - Sólo podía obtenerse la victoria por K.O. o sumisión.